# Frithjof Hoffmann
Frithjof Hoffmann (* 13. September 1931; † 4. April 2012 in Dresden) war ein deutscher Theaterschauspieler und Sänger.

## Leben
Hoffmann wuchs in der DDR auf und absolvierte von 1953 bis 1958 ein Gesangsstudium an der Musikhochschule Weimar. Als Bass-Buffo spielte Hoffmann an Theatern in Brandenburg und Wittenberg, bis er 1964 nach Dresden wechselte. An der Staatsoperette Dresden gab er sein Debüt in Offenbachs Operette Ritter Blaubart, wo er die Rolle des Grafen Oskar verkörperte. Später spielte er u. a. 1965 den Oberst Pickering in My Fair Lady, das 464 ausverkaufte Vorstellungen an der Staatsoperette hatte. Außerdem war er Darsteller des Öl-Millionärs Mulligan in Die Gräfin vom Naschmarkt. Er verkörperte den Schweinezüchter Zsupán im Zigeunerbaron oder auch Onkel Josse im Vetter aus Dingsda.
In den DEFA-Trickfilmen Paule Prinz (1967), Von einem, der auszog, das Fürchten zu lernen (1968) und Tischlein, deck dich (1969) lieh Frithjof Hoffmann einigen Gestalten seine markante Stimme. In einem Interview äußerte er zu seiner Vorliebe für pralle Volksgestalten: „Figuren wie der Fürst Basil Basilowitsch im Grafen von Luxemburg sind mir die liebsten. Hier habe ich das Futter für den Komödianten in mir, hier habe ich die verlockende Möglichkeit, eine Figur der verdienten Lächerlichkeit preiszugeben und doch ein wenig auch ihre gespaltene Menschlichkeit zu bewahren. Ich fühle mich dann in der Tradition des Volkstheaters stehend.“
In den 1990er Jahren spielte er an der Staatsoperette Dresden im Graf von Luxemburg den Fürsten Basil Basilowitsch, in Drei von der Donau den Knieriem und die Rolle des Kaisers im Weißen Rössl. Nach 31 Jahren verließ Frithjof Hoffmann 1995 das Ensemble der Staatsoperette Dresden und ging in den Ruhestand. Danach reiste er vom Amazonas bis nach China. Seinen Lebensabend verbrachte er in Andalusien in einem selbst ausgebauten Haus gemeinsam mit seiner Frau. Hoffmann starb 2012 nach schwerer Krankheit in Dresden.